# Plombières (België)
Plombières (Nederlands: Blieberg; Duits: Bleyberg of Bleiberg) is een plaats en gemeente in het Waalse gewest, in de provincie Luik, arrondissement Verviers, in België. De gemeente telt ruim 10.000 inwoners. De gemeente is Franstalig met slapende faciliteiten voor Nederlandstaligen en vrijwillige faciliteiten voor Duitstaligen.
De namen Plombières en Blieberg komen van de winning van looderts ('plomb' is het Franse woord voor lood). Dit vond in de middeleeuwen plaats op de Braesberg of Bleyberg ('Blei' is het Duitse woord voor lood) en vervolgens iets zuidelijker bij de Mijnzetel van Plombières.
De fusiegemeente is in 1977 gevormd toen de gemeenten Gemmenich, Homburg, Montzen, Moresnet en Sippenaeken samengevoegd werden. De nieuwe gemeente werd genoemd naar het gehucht Plombières dat, tot de verfransing van de naam in 1919, Bleyberg heette en dat zich door de gevestigde nijverheid tot een centrum had ontwikkeld.
De gemeente grenst met haar Duitstalige Belgische buurgemeente Kelmis aan het drielandenpunt met het Duitse Aken en het Nederlandse Vaals.
Ten westen grenst Plombières aan de Vlaamse gemeente Voeren. Het Beusdalbos ligt op het grondgebied van beide gemeenten. Het grensoverschrijdende Preusbos ligt voor een stuk op het grondgebied van de gemeente Plombières en reikt over buurgemeente Kelmis tot in Duitsland en tot in Nederland; ten zuiden van Vaals.
Een markant bouwwerk in de gemeente is het spoorviaduct van Moresnet.

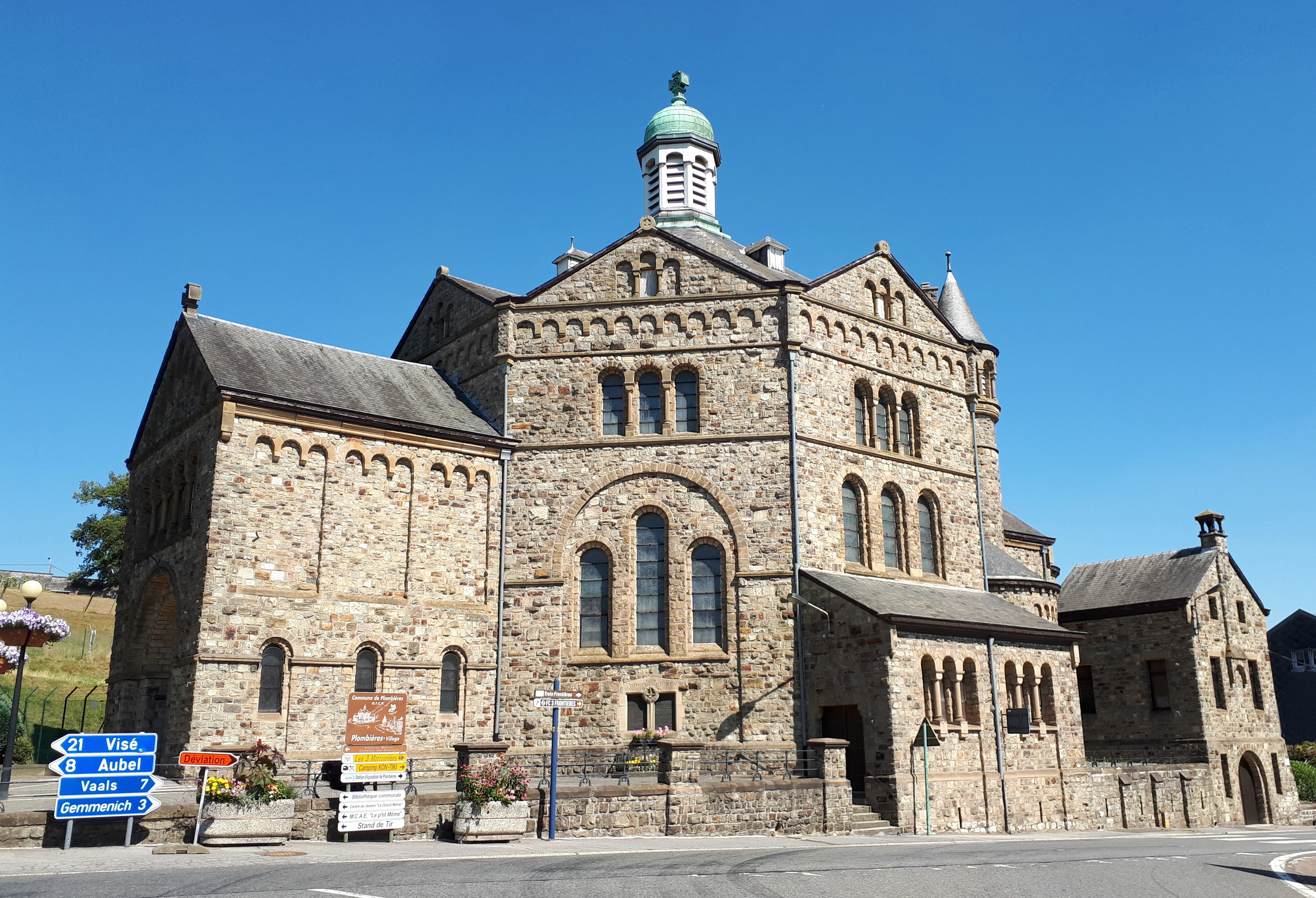
Onze-Lieve-Vrouw-Hemelvaartkerk

## Geschiedenis
Het dorpje Blieberg heeft zijn snelle ontwikkeling in de loop van de negentiende eeuw te danken aan de aanwezigheid van lood en zink in zijn ondergrond. Tot rond 1820 was "Bleyberg" (Blieberg is hiervan een spellingvariant) een eenvoudig gehucht waar drie gemeenten, te weten Gemmenich, Homburg en Montzen in elkaar overliepen.
In verscheidene geschriften uit de veertiende en vijftiende eeuw komt men als verwijzingen tegen o.a. Bladersbergh, Blaesbergh, Bredersberg, Braesberg en Bleyberg. Deze verwijzingen zijn zonder twijfel de oudere benamingen van het huidige Plombières. Overigens bestaat er ook nog heden ten dage een heuvel en gelijknamige straat in Plombières die "Braesberg" wordt genoemd. Men weet niet hoe oud de ertsmijn in werkelijkheid is. Van Keltische, Romeinse of Frankische oorsprong heeft men echter geen sporen kunnen vinden. Zeker is dat de ertsmijn reeds in het midden van de veertiende eeuw geëxploiteerd werd.
Tot de opheffing van het hertogdom Limburg hoorde Blieberg tot de Limburgse hoogbank Montzen. Net als de rest van het hertogdom werd Blieberg bij de annexatie van de Zuidelijke Nederlanden door de Franse Republiek in 1795 opgenomen in het toen gevormde departement Ourthe.
De taalscheiding in het historische hertogdom Limburg is sinds 1977 aanzienlijk versterkt doordat er drie verschillende eentalige gemeenten zijn gevormd op het oorspronkelijk Platdietse territorium: Voeren (Nederlands), Plombières (Frans) en Kelmis (Duits). Bij de Belgische talentellingen in de 19e eeuw gaven de meeste mensen aan Duitstalig te zijn. Dat veranderde na de oorlogen.

## Naam
De oorspronkelijke naam van het plaatsje luidt Bleyberg, wat loodberg betekent in het lokale Platdietse dialect. Deze naam verwijst naar de winning van looderts ter plaatse in de middeleeuwen. In 1919 is de naam van het gehucht verfranst naar Plombières. Dit is gebeurd in de nasleep van de Eerste Wereldoorlog en als uiting van Belgisch (Franstalig) nationalisme. Later kreeg de fusiegemeente de naam van dit dorp.

## Kernen

### Deelgemeenten
| # | Naam        | Opp. (km²) | Inwoners (2020) | Inwoners per km² | NIS-code |
| - | ----------- | ---------- | --------------- | ---------------- | -------- |
| 1 | Gemmenich   | 11,45      | 3.079           | 269              | 63088A   |
| 2 | Moresnet    | 6,73       | 1.960           | 291              | 63088B   |
| 3 | Montzen     | 13,26      | 3.508           | 265              | 63088C   |
| 4 | Homburg     | 16,77      | 1.721           | 103              | 63088D   |
| 5 | Sippenaeken | 4,99       | 258             | 52               | 63088E   |

### Overige kernen
De gemeente omvat nog de volgende woonkernen:
- Völkerich in Gemmenich
- Montzen-Gare in Montzen
- Eiksken (Moresnet-Chapelle) in Moresnet

## Bezienswaardigheden
- Mijnzetel van Plombières
- Onze-Lieve-Vrouw-Hemelvaartkerk
- Kasteel van Beusdael

Zie ook
- Lijst van beschermd erfgoed in Plombières

## Natuur en landschap
De plaats Plombières ligt in het Geuldal op een hoogte van ongeveer 150 meter. De beekjes Tunisbach en Weschbach zijn zijriviertjes van de Geul. De lood- en zinkmijnen en de daaruit voortvloeiende metallurgische activiteit hebben tot verontreiniging met zware metalen geleid, waardoor de zinkflora zich kon vestigen. Voor de aanleg van de zinkmijn is de rivier de Geul verlegd en heeft men de Geultunnel aangelegd.

## Demografische ontwikkeling

### Demografische ontwikkeling van de fusiegemeente
Alle historische gegevens hebben betrekking op de huidige gemeente, inclusief deelgemeenten, zoals ontstaan na de fusie van 1 januari 1977.
- Bronnen:NIS, Opm:1831 tot en met 1981=volkstellingen; 1990 en later= inwonertal op 1 januari

| Inwoners van jaar tot jaar op 1 januari 1992 tot heden | Inwoners van jaar tot jaar op 1 januari 1992 tot heden | Inwoners van jaar tot jaar op 1 januari 1992 tot heden |
| jaar                                                   | Aantal                                                 | Evolutie: 1992=index 100                               |
| ------------------------------------------------------ | ------------------------------------------------------ | ------------------------------------------------------ |
| 1992                                                   | 8.769                                                  | 100,0                                                  |
| 1993                                                   | 8.861                                                  | 101,0                                                  |
| 1994                                                   | 9.048                                                  | 103,2                                                  |
| 1995                                                   | 9.153                                                  | 104,4                                                  |
| 1996                                                   | 9.100                                                  | 103,8                                                  |
| 1997                                                   | 9.209                                                  | 105,0                                                  |
| 1998                                                   | 9.306                                                  | 106,1                                                  |
| 1999                                                   | 9.333                                                  | 106,4                                                  |
| 2000                                                   | 9.361                                                  | 106,8                                                  |
| 2001                                                   | 9.388                                                  | 107,1                                                  |
| 2002                                                   | 9.436                                                  | 107,6                                                  |
| 2003                                                   | 9.491                                                  | 108,2                                                  |
| 2004                                                   | 9.517                                                  | 108,5                                                  |
| 2005                                                   | 9.590                                                  | 109,4                                                  |
| 2006                                                   | 9.672                                                  | 110,3                                                  |
| 2007                                                   | 9.765                                                  | 111,4                                                  |
| 2008                                                   | 9.782                                                  | 111,6                                                  |
| 2009                                                   | 9.765                                                  | 111,4                                                  |
| 2010                                                   | 9.760                                                  | 111,3                                                  |
| 2011                                                   | 9.879                                                  | 112,7                                                  |
| 2012                                                   | 9.907                                                  | 113,0                                                  |
| 2013                                                   | 9.952                                                  | 113,5                                                  |
| 2014                                                   | 10.034                                                 | 114,4                                                  |
| 2015                                                   | 10.158                                                 | 115,8                                                  |
| 2016                                                   | 10.279                                                 | 117,2                                                  |
| 2017                                                   | 10.342                                                 | 117,9                                                  |
| 2018                                                   | 10.401                                                 | 118,6                                                  |
| 2019                                                   | 10.459                                                 | 119,3                                                  |
| 2020                                                   | 10.527                                                 | 120,0                                                  |
| 2021                                                   | 10.547                                                 | 120,3                                                  |
| 2022                                                   | 10.682                                                 | 121,8                                                  |
| 2023                                                   | 10.745                                                 | 122,5                                                  |
| 2024                                                   | 10.771                                                 | 122,8                                                  |
| 2025                                                   | 10.814                                                 | 123,3                                                  |

## Taal
De gemeente ligt in een gebied waar drie taalgebieden - het Nederlandse, Franse en Duitse - samenkomen. In het gebied wordt (werd?) Platdiets gesproken, een Limburgs-Ripuarisch grensdialect. In de westelijke dorpen Sippenaeken en Homburg neigt dit dialect meer naar het Limburgs, in de oostelijke deelgemeenten Gemmenich, Montzen en Moresnet meer naar het Ripuarisch. Het is niet duidelijk wat de status van het Platdiets in deze streek anno 2019 is. In de deelgemeente Homburg is het Platdiets zo goed als verdwenen.
Door de gebeurtenissen in de Eerste en Tweede Wereldoorlog keerde de bevolking zich om politieke redenen af van het Duits en het daarmee geassocieerde Platdiets, ten gunste van het Frans, toen de dominante officiële taal van België. Zo was tot 1918 in Bleyberg het Hoogduits de taal die in de kerk en parochieschool gebezigd werd; na 1918 was dit het Frans. Deze verfransing blijkt ook uit de diverse talentellingen. Bij de telling van 1930 beschouwde slechts in enkele dorpen de meerderheid van de bevolking zichzelf als Franstalig; na de Tweede Wereldoorlog was dat in alle dorpen het geval. Bij het vastleggen van de taalgrens in 1962 werd het gebied dan ook ingedeeld bij Franstalig Wallonië.
Omdat de spreektaal van in elk geval een deel van de autochtone bevolking in 1963 Platdiets was, werd toen besloten om de mogelijkheid open te laten Nederlandse of Duitse taalfaciliteiten in te stellen, indien de bevolking daar om zou vragen ('slapende faciliteiten'). Hiervoor zou toestemming nodig zijn van de federale regering in een koninklijk besluit. Tot op heden zijn deze faciliteiten officieel nooit ingesteld. Wel besloot de gemeente in 2001, samen met de naburige gemeenten Welkenraedt en Baelen, een begin te maken met het verlenen van informele Duitse taalfaciliteiten. Dit gebeurde naar aanleiding van de toestroom van Duitstaligen uit zowel de Duitstalige Gemeenschap van België als uit de regio Aken (Duitsland). Voor de in de gemeente wonende Nederlanders (onder andere zoals de meertalige Hein Simons afkomstig uit Nederlands Zuid-Limburg) zijn tot op heden geen Nederlandse taalfaciliteiten beschikbaar.

## Politiek

### Resultaten gemeenteraadsverkiezingen sinds 1976
| Partij                     | 10-10-1976 | 10-10-1976 | 10-10-1982 | 10-10-1982 | 9-10-1988 | 9-10-1988 | 9-10-1994 | 9-10-1994 | 8-10-2000 | 8-10-2000 | 8-10-2006 | 8-10-2006 | 14-10-2012 | 14-10-2012 | 14-10-2018 | 14-10-2018 | 13-10-2024 | 13-10-2024 |
| Stemmen / Zetels           | %          | 19         | %          | 19         | %         | 19        | %         | 19        | %         | 21        | %         | 21        | %          | 21         | %          | 21         | %          | 21         |
| -------------------------- | ---------- | ---------- | ---------- | ---------- | --------- | --------- | --------- | --------- | --------- | --------- | --------- | --------- | ---------- | ---------- | ---------- | ---------- | ---------- | ---------- |
| PS1 / PS-EcoloA / @ctions2 | 22,81      | 4          | 23,071     | 4          | 27,351    | 5         | 26,041    | 5         | 24,461    | 5         | 21,391    | 5         | 15,38A     | 3          | 22,022     | 4          | -          |            |
| ECOLO1 / PS-EcoloA         | -          |            | 4,871      | 0          | 5,41      | 0         | 7,631     | 0         | 10,581    | 1         | 6,791     | 0         | 15,38A     | 3          | -          |            | -          |            |
| PSC1/cdH2 / OCP3           | 59,861     | 12         | 43,591     | 9          | 34,871    | 7         | 38,791    | 8         | 35,51     | 8         | 25,282    | 6         | 22,782     | 5          | 41,343     | 9          | 41,243     | 9          |
| DC                         | 17,34      | 3          | 28,47      | 6          | 32,38     | 7         | 27,54     | 6         | 29,46     | 7         | 19,28     | 4         | 11,19      | 1          | -          |            | -          |            |
| URP                        | -          |            | -          |            | -         |           | -         |           | -         |           | 27,26     | 6         | 50,65      | 12         | 36,65      | 8          | 46,44      | 10         |
| Réagir                     | -          |            | -          |            | -         |           | -         |           | -         |           | -         |           | -          |            | -          |            | 12,32      | 2          |
| Totaal stemmen             | 4962       | 4962       | 5120       | 5120       | 5259      | 5259      | 5285      | 5285      | 5441      | 5441      | 5689      | 5689      | 5931       | 5931       | 6142       | 6142       | 6175       | 6175       |
| Opkomst %                  |            |            |            |            | 96,21     | 96,21     | 94,22     | 94,22     | 92,79     | 92,79     | 93,25     | 93,25     | 90,81      | 90,81      | 88,89      | 88,89      | 87,45      | 87,45      |
| Blanco en ongeldig %       | 3,91       | 3,91       | 5,27       | 5,27       | 5,99      | 5,99      | 6,21      | 6,21      | 8,11      | 8,11      | 6,75      | 6,75      | 7,35       | 7,35       | 8,74       | 8,74       | 9,05       | 9,05       |

De zetels van de bestuursmeerderheid worden vet aangegeven. De grootste partij is in kleur.

### Trivia
Op 4 december 2006 werd de 22-jarige Thierry Wimmer (URP) tot burgemeester van Plombières gekozen, waarmee hij in België de jongste burgemeester ooit was. In 2019 ging hij in de oppositie en werd hij opgevolgd door Marie Stassen (OCP). Stassen bleef burgemeester van Plombières tot in december 2024 en werd toen opgevolgd door Michelle Habets (URP).